# Kipper
Henrique Antônio Kipper (Rio Grande do Sul, 3 de julho de 1970) é um quadrinista e ilustrador brasileiro.

## Biografia
Começou sua carreira em 1988, na Gazeta do Sul, tendo publicado seus trabalhos em jornais do Brasil e de Portugal, como Folha de S.Paulo, Jornal Público, e Diário Catarinense, entre outros. Foi um dos roteirista do retorno do Amigo da Onça em tiras de jornal sob comando de Jal. Em 1998, criou o website sobre quadrinhos Front, que em 2001 se tornou uma revista impressa. Kipper ganhou o Troféu HQ Mix em 1992 na categoria "desenhista revelação" e em 1997 na categoria "ilustrador". Também ganhou o Prêmio Wladimir Herzog em 1991 e 1992, respectivamente nas categorias "HQ" e "Ilustração".
Em 2015, publicou A Salamanca do Jarau, baseada na lenda gaúcha de mesmo nome, o álbum foi publicado através de financiamento do Programa de Ação Cultural do Estado de São Paulo.
Um portfólio atual pode ser acessado aqui:
http://kipper-ilustra.daportfolio.com/